# ヨハン・アグリコラ・アイスレーベン・ジュニア
ヨハン・アグリコラ・アイスレーベン・ジュニア (1560以前-1594年10月19日）はベルリンの市長であった。

## 生涯
ヨハン・アグリコラ・アイスレーベンはヨハネス・アグリコラの息子で、姓のアイスレーベンまたはイスレビウスは彼の故郷アイスレーベンにちなんで加えられた。ヨハン・アグリコラ・アイスレーベン・ジュニアは1574年にベルリンの市長に選出された。当時のベルリンは、姉妹都市だったケルン（シュプレー川に面した昔のベルリンの近くにあった都市）とまだ合併していなかった。
最初は、彼は事務をトーマス・マティアスに代行させた。1575年2月18日、ヨハン・アグリコラ・アイスレーベンは宣誓をして市長の職務に就いて、彼は1594年10月19日に死ぬまで市長の立場であった。